# باشگاه ورزشی الرفاع

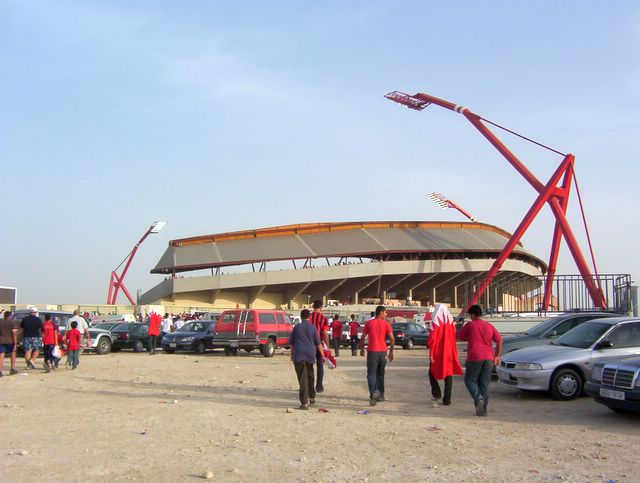
نمایی از بیرون ورزشگاه ملی بحرین، استادیوم باشگاه الرفاع

باشگاه ورزشی الرفاع (عربی: نادي الرفاع الرياضي) یک باشگاه فوتبال در شهر الرفاع در کشور بحرین می‌باشد.
این باشگاه در لیگ برتر فوتبال بحرین حضور دارد. الرفاع در سال ۱۹۵۳ میلادی تأسیس شده است.
الرفاع با کسب ۱۲ عنوان قهرمانی در لیگ برتر بحرین، پس از تیم المحرق، دومین تیم پرافتخار این لیگ به حساب می‌آید.

## مربیان برجسته پیشین
- اولی ماسلو
- سرچکو یوریچیچ